# In the Wake of Poseidon
Az In the Wake of Poseidon a King Crimson második albuma. 1970. május 15-én jelent meg. Mire az album a boltokba került, az együttes felállásában fontos változások mentek végbe: Greg Lake Keith Emersonnal és Carl Palmerrel megalapította az Emerson, Lake & Palmert, így Lake csak énekesként szerepel az albumon; a basszusgitárosi poszton Michael Giles testvére, Peter Giles vette át a helyét. A Cadence and Cascade című dalt Gordon Haskell énekli, aki az együttes következő albumán már teljes jogú tagként szerepelt. Ian McDonald helyét Keith Tippett és Mel Collins vette át. A tagcserék ellenére az album hangzása sokban hasonlít az In the Court of the Crimson Kingre.
Az előző albumhoz hasonlóan a hangulat a nyugodt és a kaotikus között változik. Az album első dala a Peace – A Beginning, mely az album közepén instrumentálisan (Peace – A Theme), a végén pedig szöveggel is (Peace – An End) megismétlődik. A Pictures of a City már korábbi koncerteken is elhangzott, akkor még A Man, a City címmel (egy felvétel az Epitaph című koncertalbumon is hallható).
A leghosszabb dal a The Devil's Triangle című instrumentális darab. Alapját Gustav Holst Bolygók (The Planets) című szvitjének Mars, a háborúskodó (Mars: Bringer of War) tétele adta. Az átdolgozott változatot a King Crimson is Marsnak hívta volna, de ezt a szerző jogutódja nem engedélyezte. 1971-ben a dal egy kis részletét a Doctor Who című sorozatban használták.

## Az album dalai
Minden dalt Robert Fripp és Peter Sinfield írt, kivéve, ahol a szerzők jelölve vannak.
1. Peace – A Beginning – 0:50
2. Pictures of a City – 8:01
  - 42nd at Treadmill
3. Cadence and Cascade – 4:37
4. In the Wake of Poseidon – 7:56
  - Libra's Theme
5. Peace – A Theme (Robert Fripp) – 1:15
6. Cat Food (Robert Fripp, Peter Sinfield, Ian McDonald) – 4:55
7. The Devil's Triangle (Robert Fripp, Ian McDonald) – 11:35
  - Merday Morn
  - Hand of Sceiron
  - Garden of Worm
8. Peace – An End – 1:52

### Új dalok a 30. évfordulós kiadáson
1. Cat Food (Single Version) (Robert Fripp, Peter Sinfield, Ian McDonald) – 2:47
2. Groon (B-oldalas) (Robert Fripp) – 3:31

## Közreműködők
- Robert Fripp – gitár, Mellotron, billentyűs hangszerek
- Greg Lake – ének
- Michael Giles – dob, ütőhangszerek
- Peter Giles – basszusgitár
- Keith Tippett – zongora, billentyűs hangszerek (Ian McDonald helyett)
- Mel Collins – szaxofon, fuvola (Ian McDonald helyett)
- Gordon Haskell – ének (Cadence and Cascade)
- Peter Sinfield – dalszövegek

### Produkció
- Robin Thompson – hangmérnök
- Tony Page – hangmérnök asszisztens
- Robert Fripp – producer
- Peter Sinfield – producer